# NGC 2293
NGC 2293 è una vasta galassia lenticolare situata nella costellazione del Cane Maggiore, a una distanza di circa 105 milioni di anni luce dalla nostra Via Lattea.

## Scoperta
La galassia è stata scoperta il 20 gennaio 1835 dall'astronomo britannico John Herschel.

## Descrizione

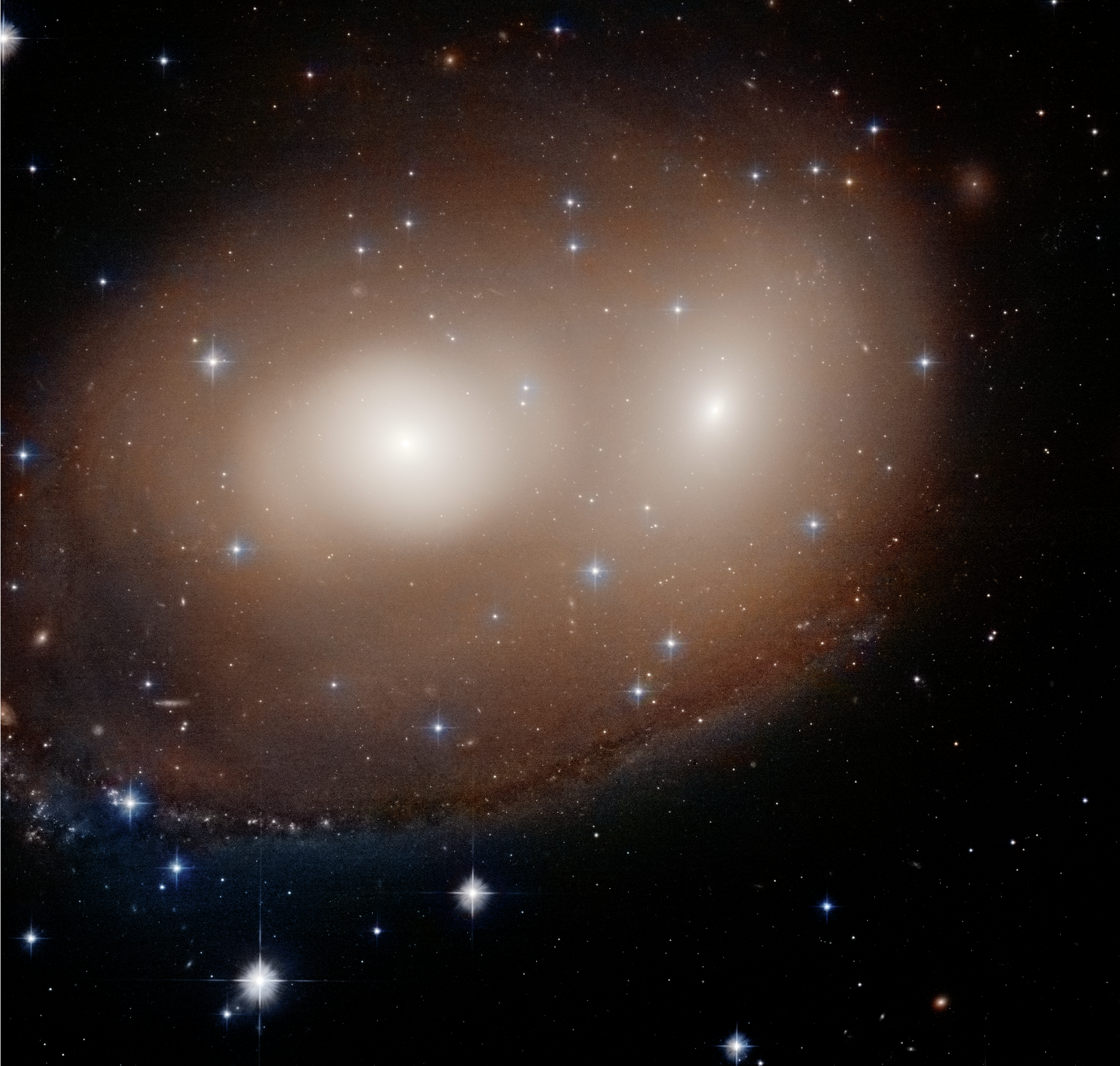
NGC 2292 (a dx) e NGC 2293 (a sx) riprese dal Telescopio spaziale Hubble.

NGC 2293 presenta una larga riga a 21 cm dell'idrogeno neutro.
Nelle immagini riprese dal Telescopio spaziale Hubble, NGC 2292 e NGC 2293 appaiono estremamente ravvicinate e sembrano avvolte da uno stesso alone galattico. Dato che esse si trovano pressoché alla stessa distanza dalla nostra Via Lattea, è ragionevole ritenere che si tratti di una coppia di galassie interagenti e che sia appena iniziato il processo di fusione galattica che le porterà a formare un'unica galassia nel giro di qualche centinaio di milioni di anni.

## Gruppo di NGC 2280
NGC 2293 fa parte del Gruppo di NGC 2280 che comprende almeno 5 galassie. Oltre a NGC 2293, gli altri membri del gruppo sono NGC 2280, NGC 2292, ESO 490-45 e ESO 490-10.